# Jean-Luc Mélenchon
Jean-Luc Mélenchon   (Tànger, 19 d'agost de 1951) és un polític francès. Situat ideològicament a esquerra, és el fundador i actual líder de La França Insubmisa (LFI).
Llicenciat en filosofia, Mélenchon va ser militant socialista a partir de 1977. Formà part de l'ala esquerra del Partit Socialista francès fins al congrés de Reims, el 2008, quan va decidir d'abandonar el partit per a fundar el Partit d'Esquerra.
Mélenchon va ser el candidat del Front d'Esquerra a les eleccions presidencials franceses de 2012 i acabà en quarta posició a la primera volta, amb l'11,10% dels sufragis.
Fou candidat a les eleccions presidencials de 2017 i 2022, sota el moviment França Insubmisa (LFI), que va fundar al febrer el 2016, i al marge del Front d'Esquerra.
Jean-Luc Mélenchon és una personalitat molt polèmica a la societat francesa, sovint considerat com un avalotador (en francèsː trublion) o fins i tot una persona repulsiva (repoussoir). A més de posicionar-se contra l'OTAN i de cercar un acostament amb Rússia malgrat la Invasió russa d'Ucraïna, juntament amb el seu partit té una actitud hostil de cara a les llengües dites regionals de l'estat francès.

## Obres
- À la conquête du chaos (1991)
- Rocard, le rendez-vous manqué (1994)
- Le Nouvel Âge du capitalisme (1998)
- Pour la république sociale (2002)
- Causes républicaines (2004)
- En quête de gauche (2007)
- Laïcité : réplique au discours de Nicolas Sarkozy, chanoine de Latran (2008)
- L'Autre Gauche (2009)
- Qu'ils s'en aillent tous (2010)